# A Kid Named Cudi
A Kid Named Cudi è il primo mixtape del rapper statunitense Kid Cudi, pubblicato il 17 luglio 2008 dall'etichetta discografica Fool's Gold. Il mixtape presenta le collaborazioni di Wale e King Chip.

## Tracce
1. Intro – 0:50
2. Down & Out – 4:09
3. Is There Any Love? (feat. Wale) – 3:31
4. Cudi Get – 2:20
5. Man on the Moon (The Anthem) – 3:27
6. The Prayer – 3:39
7. Day 'n' Nite – 3:41
8. Embrace the Martian – 3:26
9. Maui Wowie – 2:24
10. 50 Ways to Make a Record – 2:55
11. Whenever – 2:04
12. Pillow Talk – 3:24
13. Save My Soul (The Cudi Confession) – 2:03
14. T.G.I.F. (feat. King Chip) – 2:23
15. CuDi Spazzin' – 3:06
16. Cleveland is the Reason – 3:46
17. Heaven at Nite – 3:17